# Plecturocebus aureipalatii
Plecturocebus aureipalatii é uma espécie de guigó, um Macaco do Novo Mundo, da família Pitheciidae e subfamília Callicebinae, descoberto no oeste da Bolívia, no Parque Nacional Madidi, em 2004.
Pode ser encontrada na Bolívia e Peru.